# Багаточернещинский сельский совет (Харьковская область)
Багаточернещинский сельский совет — входит в состав Сахновщинского района Харьковской области Украины.
Административный центр сельского совета находится в селе Богатая Чернещина.

## История
- 1924 — дата образования.

## Населённые пункты совета
- село Богатая Чернещина
- село Малые Бучки